# Natação no Campeonato Europeu de Esportes Aquáticos de 2018 - 200 m livre feminino
A prova dos 200 metros livre feminino da natação no Campeonato Europeu de Esportes Aquáticos de 2018 ocorreu nos dias 5 e 6 de agosto no Tollcross International Swimming Centre, em Glasgow no Reino Unido. 

## Calendário
| Fase          | Data        | Hora  |
| ------------- | ----------- | ----- |
| Eliminatórias | 5 de agosto | 10:11 |
| Semifinal     | 5 de agosto | 18:36 |
| Final         | 6 de agosto | 18:02 |

Todos os horários estão no horário local (UTC+0)

## Recordes
Antes desta competição, os recordes eram os seguintes:
|                       | Nadadora            | Tempo   | Local   | Data                |
| --------------------- | ------------------- | ------- | ------- | ------------------- |
| Recorde mundial       | Federica Pellegrini | 1:52.98 | Roma    | 29 de julho de 2009 |
| Recorde europeu       | Federica Pellegrini | 1:52.98 | Roma    | 29 de julho de 2009 |
| Recorde do campeonato | Sarah Sjöström      | 1:55.30 | Londres | 19 de maio de 2016  |

Os seguintes novos recordes foram estabelecidos durante esta competição. 
| Data        | Prova | Nadador          | Nacionalidade | Tempo   | Recordes              |
| ----------- | ----- | ---------------- | ------------- | ------- | --------------------- |
| 6 de agosto | Final | Charlotte Bonnet | França        | 1:54.95 | Recorde do campeonato |

## Medalhistas
| Ouro                   | Prata                 | Bronze                     |
| Charlotte Bonnet (FRA) | Femke Heemskerk (NED) | Anastasia Guzhenkova (RUS) |

## Resultados

### Eliminatórias
Esses foram os resultados das eliminatórias. 
| Pos. | Bateria | Raia | Nadadora             | Nacionalidade | Tempo   | Notas |
| ---- | ------- | ---- | -------------------- | ------------- | ------- | ----- |
| 1    | 5       | 4    | Femke Heemskerk      | Países Baixos | 1:58.14 | Q     |
| 2    | 6       | 4    | Charlotte Bonnet     | França        | 1:58.30 | Q     |
| 3    | 4       | 6    | Anastasia Guzhenkova | Rússia        | 1:58.81 | Q     |
| 4    | 4       | 5    | Holly Hibbott        | Reino Unido   | 1:58.92 | Q     |
| 5    | 4       | 7    | Melani Costa         | Espanha       | 1:59.01 | Q     |
| 6    | 5       | 2    | Reva Foos            | Alemanha      | 1:59.03 | Q     |
| 7    | 4       | 4    | Ellie Faulkner       | Reino Unido   | 1:59.19 | Q     |
| 8    | 6       | 6    | Kathryn Greenslade   | Reino Unido   | 1:59.26 |       |
| 9    | 5       | 3    | Isabel Gose          | Alemanha      | 1:59.27 | Q     |
| 10   | 5       | 6    | Valentine Dumont     | Bélgica       | 1:59.30 | Q     |
| 11   | 6       | 3    | Margaux Fabre        | França        | 1:59.32 | Q     |
| 12   | 5       | 7    | Maria Ugolkova       | Suíça         | 1:59.37 | Q     |
| 13   | 4       | 3    | Valeriya Salamatina  | Rússia        | 1:59.47 | Q     |
| 14   | 5       | 5    | Viktoriya Andreyeva  | Rússia        | 1:59.80 |       |
| 15   | 2       | 2    | Daniela Georges      | Polónia       | 1:59.87 | Q     |
| 16   | 6       | 7    | Robin Neumann        | Países Baixos | 1:59.91 | Q     |
| 17   | 6       | 2    | Irina Krivonogova    | Rússia        | 2:00.12 |       |
| 18   | 4       | 2    | Annika Bruhn         | Alemanha      | 2:00.22 |       |
| 19   | 3       | 7    | Lotte Goris          | Bélgica       | 2:00.34 | Q     |
| 20   | 6       | 1    | Marie Pietruschka    | Alemanha      | 2:00.50 |       |
| 21   | 3       | 6    | Noémi Girardet       | Suíça         | 2:00.64 | DES   |
| 21   | 3       | 2    | Janja Šegel          | Eslovênia     | 2:00.64 | DES   |
| 23   | 4       | 1    | Signe Bro            | Dinamarca     | 2:00.97 |       |
| 24   | 6       | 0    | Marjolein Delno      | Países Baixos | 2:01.12 |       |
| 24   | 5       | 9    | Laura Jensen         | Dinamarca     | 2:01.12 |       |
| 26   | 5       | 1    | Lucy Hope            | Reino Unido   | 2:01.54 |       |
| 27   | 3       | 4    | África Zamorano      | Espanha       | 2:01.64 |       |
| 28   | 4       | 9    | Hanna Eriksson       | Suécia        | 2:01.66 |       |
| 29   | 2       | 5    | Aleksandra Polańska  | Polónia       | 2:01.92 |       |
| 30   | 6       | 8    | Stefania Pirozzi     | Itália        | 2:01.95 |       |
| 31   | 2       | 3    | Marlene Kahler       | Áustria       | 2:02.02 |       |
| 32   | 1       | 4    | Lena Kreundl         | Áustria       | 2:02.10 |       |
| 33   | 3       | 0    | Dominika Kossakowska | Polónia       | 2:02.69 |       |
| 34   | 2       | 7    | Emily Gantriis       | Dinamarca     | 2:02.78 |       |
| 35   | 2       | 4    | Monique Olivier      | Luxemburgo    | 2:02.95 |       |
| 36   | 1       | 6    | Laura Benková        | Eslováquia    | 2:02.96 |       |
| 37   | 4       | 8    | Aleksandra Knop      | Polónia       | 2:02.99 |       |
| 38   | 4       | 0    | Loulou Vos           | Países Baixos | 2:03.05 |       |
| 39   | 5       | 0    | Esther Morillo       | Espanha       | 2:03.09 |       |
| 40   | 1       | 2    | Kertu Alnek          | Estónia       | 2:03.10 |       |
| 41   | 3       | 1    | Julia Hassler        | Liechtenstein | 2:03.11 |       |
| 41   | 3       | 8    | Diana Duares         | Portugal      | 2:03.11 |       |
| 43   | 2       | 1    | Maria Grandt         | Dinamarca     | 2:03.59 |       |
| 43   | 3       | 3    | Katja Fain           | Eslovênia     | 2:03.59 |       |
| 45   | 3       | 5    | Neža Klančar         | Eslovênia     | 2:03.67 |       |
| 46   | 2       | 0    | Ieva Maļuka          | Letônia       | 2:03.71 |       |
| 47   | 2       | 9    | Lena Opatril         | Áustria       | 2:03.72 |       |
| 48   | 2       | 8    | Leoni Richter        | Suíça         | 2:03.83 |       |
| 49   | 2       | 6    | Selen Özbilen        | Turquia       | 2:07.18 |       |
| 50   | 1       | 5    | Fatima Alkaramova    | Azerbaijão    | 2:07.93 |       |
| 51   | 1       | 3    | Sara Lettoli         | San Marino    | 2:08.12 |       |
| 52   | 1       | 7    | Elisa Bernardi       | San Marino    | 2:10.82 |       |
| 53   | 1       | 1    | Nikol Merizaj        | Albânia       | 2:12.28 |       |
| —    | 3       | 9    | Aleksa Gold          | Estónia       | DNS     | DNS   |
| —    | 6       | 9    | Louise Hansson       | Suécia        | DNS     | DNS   |

Desempate
Esse foi o resultado do desempate, o que resultou em uma vaga na semifinal. 
| Pos. | Raia | Nadadora       | Nacionalidade | Tempo   | Notas |
| ---- | ---- | -------------- | ------------- | ------- | ----- |
| 1    | 4    | Janja Šegel    | Eslovênia     | 2:00.18 | Q     |
| 2    | 5    | Noémi Girardet | Suíça         | 2:01.27 |       |

### Semifinal
Esses foram os resultados das semifinais. 
Semifinal 1
| Pos. | Raia | Nadadora            | Nacionalidade | Tempo   | Notas |
| ---- | ---- | ------------------- | ------------- | ------- | ----- |
| 1    | 4    | Charlotte Bonnet    | França        | 1:58.12 | Q     |
| 2    | 7    | Valeriya Salamatina | Rússia        | 1:58.37 | Q     |
| 3    | 5    | Holly Hibbott       | Reino Unido   | 1:58.46 | Q     |
| 4    | 6    | Isabel Gose         | Alemanha      | 1:58.76 | Q     |
| 5    | 3    | Reva Foos           | Alemanha      | 1:59.04 |       |
| 6    | 2    | Margaux Fabre       | França        | 1:59.66 |       |
| 7    | 1    | Robin Neumann       | Países Baixos | 2:00.39 |       |
| 8    | 8    | Janja Šegel         | Eslovênia     | 2:00.98 |       |

Semifinal 2
| Pos. | Raia | Nadadora             | Nacionalidade | Tempo   | Notas |
| ---- | ---- | -------------------- | ------------- | ------- | ----- |
| 1    | 4    | Femke Heemskerk      | Países Baixos | 1:57.64 | Q     |
| 2    | 5    | Anastasia Guzhenkova | Rússia        | 1:58.18 | Q     |
| 3    | 3    | Melani Costa         | Espanha       | 1:58.53 | Q     |
| 4    | 6    | Ellie Faulkner       | Reino Unido   | 1:58.71 | Q     |
| 5    | 2    | Valentine Dumont     | Bélgica       | 1:58.89 |       |
| 6    | 7    | Maria Ugolkova       | Suíça         | 1:59.43 |       |
| 7    | 1    | Daniela Georges      | Polónia       | 2:00.43 |       |
| 8    | 8    | Lotte Goris          | Bélgica       | 2:00.69 |       |

### Final
Esse foi o resultado da final. 
| Pos.              | Raia | Nadadora             | Nacionalidade | Tempo   | Notas                 |
| ----------------- | ---- | -------------------- | ------------- | ------- | --------------------- |
| Medalha de ouro   | 5    | Charlotte Bonnet     | França        | 1:54.95 | Recorde do campeonato |
| Medalha de prata  | 4    | Femke Heemskerk      | Países Baixos | 1:56.72 |                       |
| Medalha de bronze | 3    | Anastasia Guzhenkova | Rússia        | 1:56.77 |                       |
| 4                 | 1    | Ellie Faulkner       | Reino Unido   | 1:58.26 |                       |
| 5                 | 8    | Isabel Gose          | Alemanha      | 1:58.42 |                       |
| 6                 | 6    | Valeriya Salamatina  | Rússia        | 1:58.63 |                       |
| 7                 | 2    | Holly Hibbott        | Reino Unido   | 1:58.64 |                       |
| 8                 | 7    | Melani Costa         | Espanha       | 1:58.84 |                       |

Legenda
| Recorde mundial       | Recorde mundial (World record)               |                       | Recorde africano                      | Recorde africano (African) |                                           | Q | Classificado por posição (Qualified) |
| Recorde do campeonato | Recorde do campeonato (Championship record)  | Recorde da América    | Recorde da América (Americas)         | q                          | Classificado por melhor tempo (Qualified) |   |                                      |
| Melhor marca do ano   | Melhor marca do ano (World leading)          | Recorde asiático      | Recorde asiático (Asian)              | DNS                        | Não largou (Did not start)                |   |                                      |
| Recorde nacional      | Recorde nacional (National record)           | Recorde europeu       | Recorde europeu (European)            | DNF                        | Não terminou (Did not finish)             |   |                                      |
| Recorde pessoal       | Recorde pessoal do atleta (Personal best)    | Recorde da Oceania    | Recorde da Oceania (Oceania)          | DSQ / DQ                   | Desclassificado (Disqualified)            |   |                                      |
| Recorde da temporada  | Recorde da temporada do atleta (Season best) | Recorde sul-americano | Recorde sul-americano (South America) | NM                         | Sem marca (No mark)                       |   |                                      |